# Dürrhennersdorf
Dürrhennersdorf (obersorbisch Suche Hendrichecy) ist eine sächsische Gemeinde im Landkreis Görlitz. Sie erstreckt sich im Tal des Großschweidnitzer Wassers in der Oberlausitz, nahe der Grenze zu Tschechien und gehört der Verwaltungsgemeinschaft Neusalza-Spremberg an.

## Geografie und Verkehr
Die Gemeinde Dürrhennersdorf liegt im westlichen Teil des Landkreises, etwa 7 km südlich von Löbau am Nordrand des Lausitzer Berglandes zwischen dem Kuhberg (433,6 m), dem Seidelberg (424,7 m), dem Hutberg (422,5 m) und dem Hölleberg (347,1 m). Die Bundesstraße 96 und die Grenze zur Tschechischen Republik verlaufen südlich des Gemeindegebietes. Der Bahnhof Dürrhennersdorf befindet sich an der Bahnstrecke Ebersbach–Löbau, die jedoch außer für den Güterverkehr und Sonderfahrten stillgelegt ist. Nordöstlich des Dorfes beginnt der Höllengrund, ein enges Tal des Großschweidnitzer Wassers.
Von 1892 bis 1945 führte die Schmalspurbahn Taubenheim–Dürrhennersdorf über Schönbach und Oppach nach Taubenheim/Spree.

## Geschichte

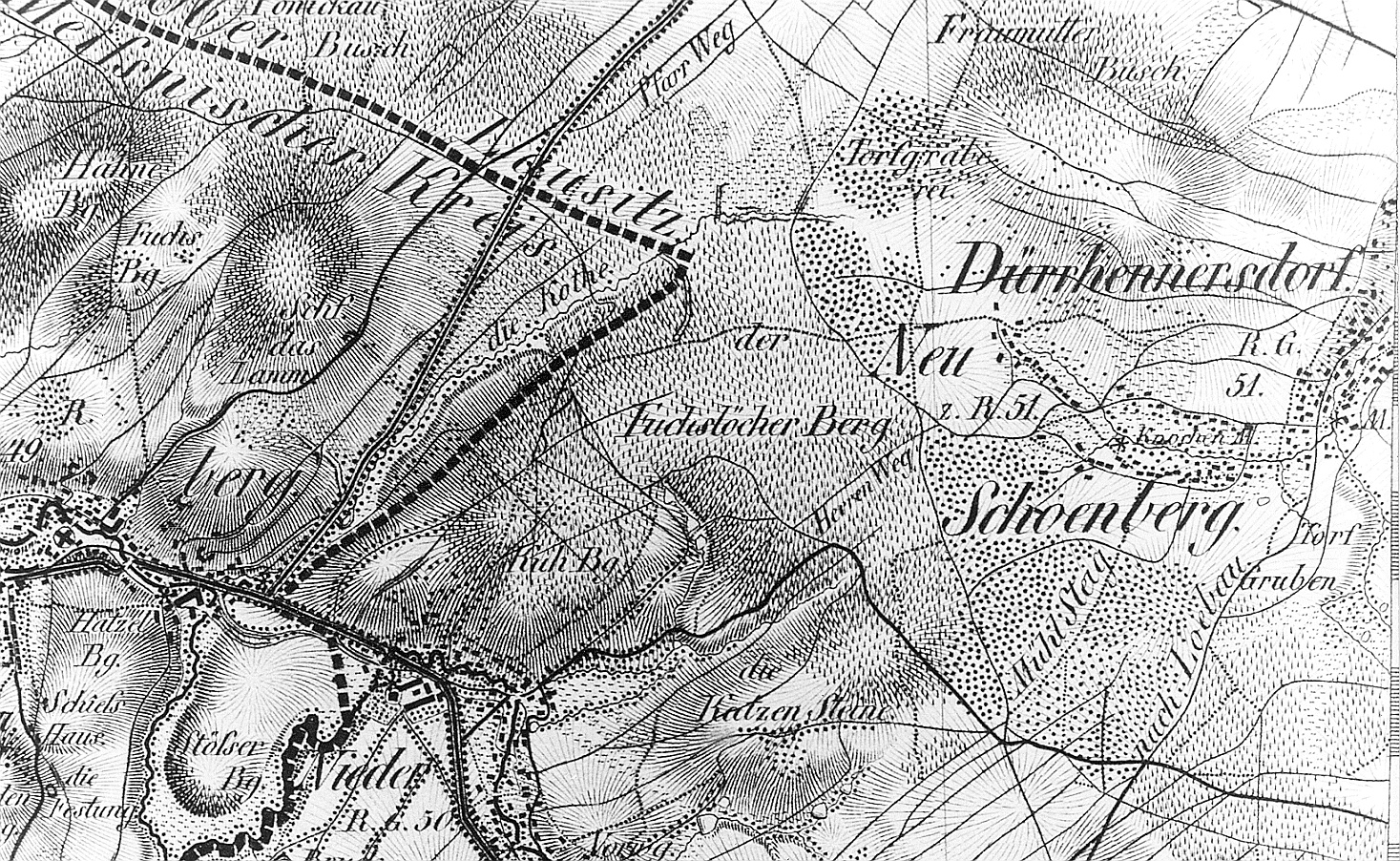
Karte von Oberreit mit Ausschnitt von Dürrhennersdorf von 1821–22

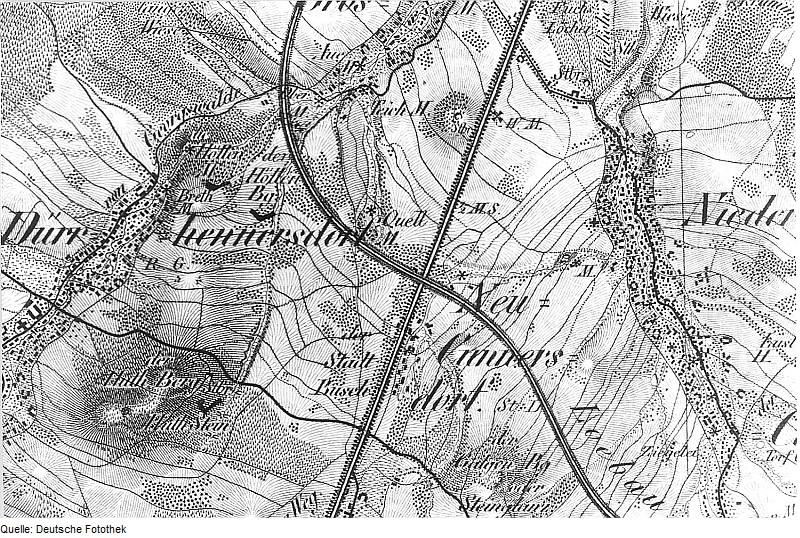
Karte von Oberreit mit Dürrhennersdorf um 1845

Dürrhennersdorf wurde 1306, wie die meisten Dörfer in der Umgebung, unter das Obergericht Löbau gestellt, damals Heinrickesdorpp geschrieben, was auf einen Lokator Heinrich hinweist. Dieses Jahr gilt auch als erste urkundliche Erwähnung des Ortes.
Im Jahre 1631 im Dreißigjährigen Krieg wurde Dürrhennersdorf geplündert.
Im Frühjahr 1940 kamen die polnischen Eheleute Anton und Josefa Mielniczuk als Zwangsarbeiter auf das Rittergut des Ortes. Ihr Sohn Kazimierz wurde von der deutschen Hebamme Gertrud Landgraf aufgezogen – entgegen den NS-Weisungen zur Behandlung von „Fremdvölkischen“ – und damit rette sie sein Leben.
Am Ende des Zweiten Weltkrieges nach der Sprengung des Bahnviaduktes und der Kleinbahnbrücke wurde Dürrhennersdorf zwangsweise zur vorläufigen Endstation für zahlreiche Vertriebene und Flüchtlinge aus dem Sudetenland und Schlesien. Einige blieben für immer hier.

### Ortsnamenformen
1306: Heinrickesdorpp, 1348: Henrichisdorf, 1419: Heynerßdorff dorre, 1448: Heinirsdorff, 1483: Heinerßdorff, 1503: Dorrheynerßdorff, 1569: Dorrenhennerßdorf, 1657: Dürrhennersdorff

### Verwaltungszugehörigkeit
1777: Bautzener Kreis, 1843: Landgerichtsbezirk Löbau, 1856: Gerichtsamt Neusalza, 1875: Amtshauptmannschaft Löbau, 1952: Kreis Löbau, 1994: Landkreis Löbau-Zittau, 2008: Landkreis Görlitz

### Einwohnerentwicklung
| Jahr | Einwohner                                 |
| ---- | ----------------------------------------- |
| 1777 | 19 besessene Mann, 22 Gärtner, 66 Häusler |
| 1834 | 0.870                                     |
| 1871 | 1.100                                     |
| 1890 | 0.969                                     |
| 1910 | 0.978                                     |
| 1925 | 1.311                                     |
| 1939 | 1.321                                     |
| 1946 | 1.609                                     |
| 1950 | 1.724                                     |
| 1964 | 1.523                                     |
| 1990 | 1.203                                     |
| 2000 | 1.272                                     |
| 2007 | 1.163                                     |
| 2009 | 1.148                                     |
| 2012 | 1.046                                     |
| 2013 | 1.018                                     |

## Gemeindegliederung
Ortsteile sind Dürrhennersdorf und Neuschönberg.

## Politik

### Gemeinderat
Seit der Gemeinderatswahl am 9. Juni 2024 werden alle 10 Sitze des Gemeinderates von der Freien Wählervereinigung gehalten. Ist nur ein Wahlvorschlag zur Wahl zugelassen, haben die Wähler die Möglichkeit händisch Namen auf den Wahlzettel zu schreiben. Davon hat 2024 ein Wähler Gebrauch gemacht.
| Liste                   | 2024   | 2024   | 2019           | 2019           | 2014           | 2014           |
| Liste                   | Sitze  | in %   | Sitze          | in %           | Sitze          | in %           |
| ----------------------- | ------ | ------ | -------------- | -------------- | -------------- | -------------- |
| Freie Wählervereinigung | 10     | 99,9   | 7              | 64,1           | 4              | 36,2           |
| Einzelvorschläge        | –      | 0,1    | nicht zulässig | nicht zulässig | nicht zulässig | nicht zulässig |
| CDU                     | –      | –      | 3              | 35,9           | 8              | 60,9           |
| SPD                     | –      | –      | –              | –              | –              | 2,9            |
| Wahlbeteiligung         | 72,1 % | 72,1 % | 66,7 %         | 66,7 %         | 58,2 %         | 58,2 %         |

### Bürgermeister
Bürgermeister ist seit 2022 Daniel Herklotz.
| Wahl | Bürgermeister   | Vorschlag | Wahlergebnis (in %) |
| ---- | --------------- | --------- | ------------------- |
| 2022 | Daniel Herklotz | Herklotz  | 81,4                |
| 2015 | Albrecht Gubsch | Gubsch    | 98,8                |
| 2008 | Albrecht Gubsch | Gubsch    | 76,1                |
| 2001 | Albrecht Gubsch | Gubsch    | 97,8                |

## Sehenswürdigkeiten
- Umgebindehäuser

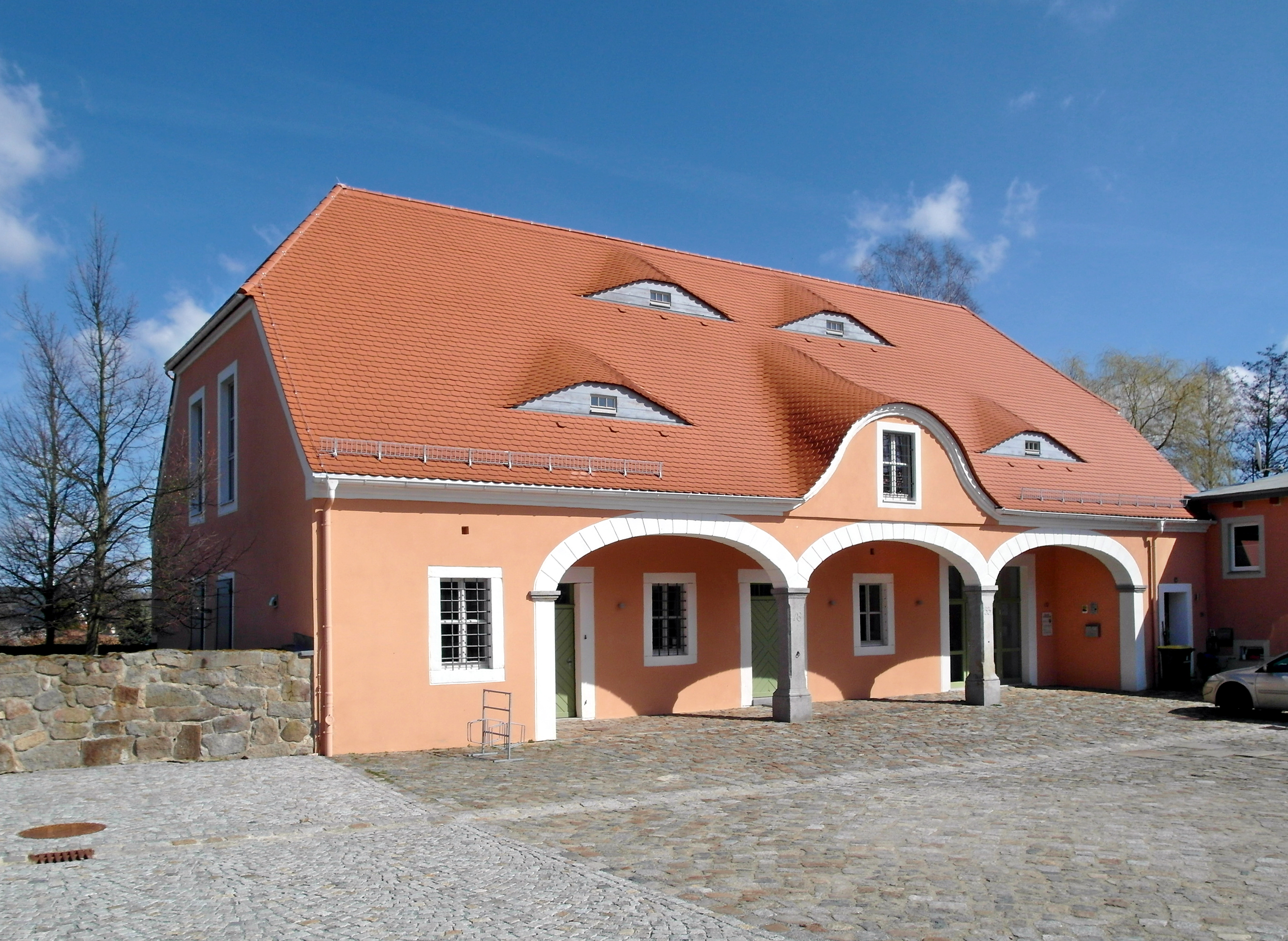
Rittergut Dürrhennersdorf: Pferdestall

- Schützenhaus (Gaststätte mit Vereinsraum und Kegelbahn)[7]
- Park mit jährlich stattfindenden kulturellen Veranstaltungen[8]

Die Kulturdenkmale sind in der Liste der Kulturdenkmale in Dürrhennersdorf erfasst.

## Söhne und Töchter der Gemeinde
- Karl Eduard Hofmann (1792–1860), ein Freund und Mitarbeiter Beethovens, Klavierlehrer in Prag
- Richard Petri (1823–1906), Oberstaatsanwalt, Abgeordneter des Sächsischen Landtags
- Oskar Schwär (1890–1968), Heimatdichter und Forscher des Oberlausitzer Brauchtums
- Willi Hennig (1913–1976), Biologe
- Siegfried Hauptmann (1931–2011), Chemiker
- Wolfgang Böhmer (1936–2025), Mediziner und Politiker (CDU), 2002–2011 Ministerpräsident von Sachsen-Anhalt